# متلازمة بركات
يعتبر مرض متلازمة بركات مرضاً نادراً يتميز بكسل الغدة جار الدرقية والصمم الحسي العصبي وأمراض الكلى، و يعرف أيضًا باسم متلازمة HDR حيث تم وصفه لأول مرة من قبل أمين بركات في عام 1977.

## وصف المرض
تعتبر متلازمة بركات اضطراب تطوري وراثي مع تنوع سريري يتميز بكسل الغدة جار الدرقية والصمم الحسي العصبي وأمراض الكلى، حيث يظهر على الأشخاص المصابون بها عادة نقص كالسيوم الدم أو التكزز أو تشنجات من غيرالحمى في أي عمر، وعادةً ما يكون ضعف السمع ثنائيًا وقد يتراوح من ضعف خفيف إلى عميق. وبالمقابل تشمل أمراض الكلى :المتلازمة الكلوية، وتكيس الكلى، وخلل التنسج الكلوي، ونقص تنسج أو عدم تنسج الحوض وتشوهه، والارتجاع المثاني الحالبي، وأمراض الكلى المزمنة، والبيلة الدموية، وزلال البول، والتندب الكلوي.
تشمل الأعراض الأخرى المسجلة: الإعاقة الذهنية، وتكيس المبايض، والخصائص المميزة للوجه، والسكتة الدماغية، والتهاب الشبكية الصباغي.

## علم الوراثة
تم نسب الخلل في معظم الحالات إلى الكروموسوم 10p (موقع خريطة الجينات: 10pter-p13 أو 10p14-p15.1)، و يبدو أن عدم الكفاية (حذف) لعامل نسخ إصبع الزنك (جاتا٣) أو الطفرات في جين (جاتا٣) هو السبب الكامن وراء هذه المتلازمة، حيث يسبب فشل في تحديد المجال الحسي ويؤدي بالتالي إلى زيادة موت الخلايا في قناة القوقعة وبالتالي يؤدي إلى الصمم، ونظرًا لأن طيف التباين الظاهري في الأشخاص المصابين كبير جدًا، فمن المحتمل أن تنشأ متلازمة بركات (HDR) كإضطراب منخفض الإنتشار لنقص عامل نسخ اصبع الزنك حيث تلعب خلفية هؤلاء الأشخاص الجينية دورًا رئيسيًا في شدة المرض ومن المحتمل أن تكون الوراثة من النوع السائد.

## التشخيص
يجب إجراء تشخيص شامل لكل فرد مصاب، ويجب فحص اشقاء المصابين للتأكد من عدم الإصابة بالصمم وأمراض الغدة الدرقية أو أمراض الكلى ويجب ايضاً أخذ المتلازمة في الإعتبار عند فحص الرضع الذين تم تشخيصهم قبل الولادة بعيب كروموسوم 10p، وأولئك الذين تم تشخيصهم بأعراض واضحة ومحددة لتشوهات المسالك البولية.

## العلاج
تتكون خطة العلاج من علاج التشوهات الظاهرة في وقت الفحص حيث تشمل الإستشارة الوراثية وتصحيح الكالسيوم وعلاج مشاكل السمع ومراقبة وظائف الكلى والمراقبة الدقيقة لتكيسات الكلى.

## توقعات سير المرض
يعتمد التوقع على شدة مرض الكلى، ولا يتأثر متوسط العمر المتوقع إذا كانت شدة المرض خفيفة.

## علم الاوبئة
معدل إنتشار المرض غير معروف، ولكن يعتبر المرض نادرًا جدًا. وقد لوحظ إصابة كل من الذكور والإناث به، عن طريق ظهور أعراض كسل الغدة جار الدرقية، والصمم الحسي العصبي، وأمراض الكلى عليهم، ومع ذلك، يمكن أن تختلف الأعراض المحددة والشدة حيث يعاني حوالي 65٪ من المصابين بمتلازمة بركات من كسل الغدة جار الدرقية والصمم الحسي العصبي وأمراض الكلى معًا.